# Криве Дзеркало (телепередача)
«Криве Дзеркало» (рос. Кривое Зеркало) — російська гумористична телепередача (театр під керівництвом Євгена Петросяна), що виходила спочатку на «Першому каналі», а потім на каналі «Росія-1».  Вистави театру включають естрадні мініатюри, музичні номери, пародійні дивертисменти програм, куди входять майже всі види розмовного жанру.

## Історія створення та розвитку
Програму було створено у 2002 році і виходила вона на «Першому каналі», де вийшло 13 випусків.
За спогадами Олексія Піманова, програма з'явилася так:
|  | Я пам'ятаю, як Костянтин Львович [Ернст], шанована мною людина, ще 5-6 років тому кричав на летучках, що ніколи не запущу жодного гумориста на «Перший канал». Біда в чому була? Нас свого часу жбурнули, сказали: заробляйте гроші, як хочете. Ось вам рекламний ринок. Візьмете свій шматок із цього рекламного ринку — житимете, не візьмете — не житимете. Адже не держава почала нам платити гроші, не так, як «Бі-Бі-Сі» живе на громадські внески. <…> Нас кинули на рекламу як цуценят. Вся біда в тому, що ми в суботу-неділю показували якісь фільми, ще щось, а проти нас три години, у самий прайм, інші канали ставили нескінченних гумористів. І нас «закочували» за рейтингами (вибачте за сленг) в одні ворота просто. Ми їм давали продукцію зовсім іншого рівня, іншої якості, з іншим посилом: подумайте, подивіться. І кіно складне. Вони там були усі. Ми втрачали колосальні гроші, все гірше й гірше почували себе з погляду виробництва, бо грошей було дедалі менше. Тому було ухвалено рішення зробити «Криве Дзеркало». Усі вже забули, що «Криве Дзеркало» зробили на «Першому каналі» як альтернативу. Тоді це була спроба зробити телетеатр. |

Прем'єрні випуски виходили двічі на місяць, з інтервалом у два тижні у вихідні, іноді у разі поодиноких свят передача міняла день виходу в ефір.
У лютому 2004 року програма переїхала на телеканал «Росія» і почала виходити раз на місяць, по п'ятницях увечері.
З 2004 по 2007 рік, одночасно з новими випусками на «Росії», на «Першому каналі» виходили повтори програми у вигляді нарізок з перших 13 випусків. Як правило, такі нарізки показувалися у денному чи вечірньому ефірі каналу.
У 2005 році в театрі «Криве Дзеркало» відзначався ювілей Євгена Петросяна «60 літ в обід», куди було запрошено багато гумористів та інших відомих людей. У 2005, 2006 та 2007 роках в ефір вийшли спеціальні новорічні випуски «Підсумки року». 5 січня 2012 року вийшло чергове «Новорічне „Криве Дзеркало“», де були показані різні номери минулих років разом із новими.
До лютого 2013 року в ефір вийшло 96 випусків програми. При цьому пізніші випуски 2012 року часто містили повтори номерів із ранніх випусків 2006—2007 років. А деякі з них зовсім не мали оригінального змісту, як, наприклад, випуск №86.
З лютого 2013 року по листопад 2014 року виходили так звані «калейдоскопи», до яких входили номери з випусків 2006—2012 років. Нумерації вони не мають (випуски не нумерувалися після 96 випуску). Усього вийшло 36 випусків.
У програмі у різний час виступали: брати Пономаренки, Володимир Данилець та Володимир Мойсеєнко та інші. Також дуетом виступали Микола Бандурин та Михайло Вашуков до 33 випуску, після чого Микола Бандурин залишив програму (дует розпався).
Також у «Кривому Дзеркалі» виступали інші гумористи, які не входили до складу учасників (Віктор Коклюшкін, Максим Галкін, Михайло Євдокимов, Олена Воробей, Сергій Дроботенко, Юхим Шифрін та Михайло Задорнов), комік-дуети («Пластилін», «Худий і товстий», «Фіфті-фіфті»), актори інших театрів («Унісон», «Канкан», «Христофор»). Найчастішими гостями «Кривого Дзеркала» були мім-дует «Валерій та Гліб».
25 січня 2013 року вийшов останній випуск.
З 4 листопада 2014 року на каналі «Росія-1» виходить нова гумористична програма «Петросян-шоу» з акторами «Кривого Дзеркала» у головних ролях.

## Критика
Передача неодноразово критикувалася за велику кількість, на думку критикуючих, низькопробного, грубувато-побутового гумору, невміле використання гротескних образів, одноманітність і розмаїття вульгарного гумору.

## Учасники
| Учасник                                                          | Випуски       |
| ---------------------------------------------------------------- | ------------- |
| Євген Петросян                                                   | 1-96          |
| Олена Степаненко                                                 | 1-96          |
| Нові Російські Бабки (Сергій Чванов та Ігор Касілов)             | 1-64          |
| Михайло Церишенко                                                | 1-96          |
| Михайло Смирнов                                                  | 1-96          |
| Михайло Вашуков                                                  | 1-96          |
| В'ячеслав Войнаровський                                          | 1-96          |
| Ігор Христенко                                                   | 1-96          |
| Микола Бандурин                                                  | 1-33          |
| Святослав Єщенко                                                 | 1-13          |
| Брати Пономаренки (Олександр Пономаренко та Валерій Пономаренко) | 3-33          |
| Карен Аванесян                                                   | 4-96          |
| Володимир Мойсеєнко                                              | 5-36; 40      |
| Володимир Данилець                                               | 5-36          |
| Брати по розуму (Олександр Морозов та Віктор Разумовський)       | 8-96          |
| Обід Асомов                                                      | 15, 16; 49-96 |
| АББЛОМ (Олексій Буховцов та Михайло Бєлов)                       | 49-96         |
| Артем Міллер                                                     | 49-83         |
| Ольга Арзамасова                                                 | 51-55         |
| Костянтин Мережніков                                             | 80, 81; 83-96 |
| Михайло Мірзабеков                                               | 80, 81; 87-96 |

## Заставка
- Початкова заставка передачі була у вигляді облич, що сміються.
- З 14-го випуску з переходом на канал «Росія-1» передача змінила заставку, тепер відкривався альбом із карикатурними артистами.
- У титрах показувалися найкращі моменти випуску та супроводжувалися піснею «Кривое, мы Зеркало Кривое» — аналог пісні «Venus», окрім випусків з 1 до 24.

## Пародії
Програму пародіювали у гумористичній передачі «Джентльмен-шоу» під назвою «Косе Дзеркало». Ведучих Нових Російських Бабок пародіювали Олег Школьник (Матрона) та Олександр Чеканов (Цвєточек).